# Discografie van Kensington
Hieronder volgt de discografie van de Nederlandse band Kensington, met name hun albums, hun ep's, hun nummers met een notering in een hitlijst en hun Top 2000-noteringen. 

## Albums
| Album            | Verschijnen      | Label          | Hitlijsten | Hitlijsten | Hitlijsten | Hitlijsten | Opmerkingen             |
| Album            | Verschijnen      | Label          | BE (VL)    | BE (VL)    | NL         | NL         | Opmerkingen             |
| Album            | Verschijnen      | Label          | Piek       | Weken      | Piek       | Weken      | Opmerkingen             |
| ---------------- | ---------------- | -------------- | ---------- | ---------- | ---------- | ---------- | ----------------------- |
| Borders          | 16 juli 2010     | Bladehammer    | —          | —          | 67         | 3          |                         |
| Vultures         | 11 mei 2012      | Universal      | —          | —          | 6          | 109        | Goud in Nederland       |
| Rivals           | 7 augustus 2014  | Music on Vinyl | 30         | 65         | 1 (3 wk)   | 291        | Platina in Nederland    |
| Control          | 28 oktober 2016  | Kensington     | 26         | 21         | 1 (4 wk)   | 184        | 3× Platina in Nederland |
| Time             | 15 november 2019 | Kensington     | 34         | 1          | 1 (2 wk)   | 54         | Platina in Nederland    |
| Unplugged - Live | 26 november 2021 | Universal      | —          | —          | 4          | 7          | Livealbum               |
| Greatest Hits    | 26 augustus 2022 | Music on Vinyl | —          | —          | 1 (2 wk)   | 5          |                         |

## Ep's
- An Introduction to... (2006)
- Kensington (2007)
- Youth (2008)
- Spotify Singles (2020)

## Singles
| Lied                                   | Verschijnen       | Album                      | Hitlijsten | Hitlijsten | Hitlijsten | Hitlijsten | Hitlijsten  | Hitlijsten  | Hitlijsten   | Hitlijsten   | Opmerkingen                                      |
| Lied                                   | Verschijnen       | Album                      | BE (VL)    | BE (VL)    | BE (WA)    | BE (WA)    | NL (Top 40) | NL (Top 40) | NL (Top 100) | NL (Top 100) | Opmerkingen                                      |
| Lied                                   | Verschijnen       | Album                      | Piek       | Weken      | Piek       | Weken      | Piek        | Weken       | Piek         | Weken        | Opmerkingen                                      |
| -------------------------------------- | ----------------- | -------------------------- | ---------- | ---------- | ---------- | ---------- | ----------- | ----------- | ------------ | ------------ | ------------------------------------------------ |
| Youth                                  | 29 juli 2010      | Borders                    | —          | —          | —          | —          | —           | —           | 78           | 6            |                                                  |
| Let Go                                 | 18 maart 2011     | Borders                    | —          | —          | —          | —          | tip10       | —           | 74           | 2            | 3FM Megahit                                      |
| Home Again                             | 19 november 2012  | Vultures                   | tip13      | —          | —          | —          | 33          | 5           | 40           | 20           | 3FM Megahit / Platina in Nederland               |
| Streets                                | 4 april 2014      | Rivals                     | tip2       | —          | —          | —          | 22          | 11          | 19           | 40           | Alarmschijf / 3FM Megahit / Platina in Nederland |
| All for Nothing                        | 8 augustus 2014   | Rivals                     | 47         | 2          | —          | —          | 35          | 4           | 51           | 18           | 3FM Megahit                                      |
| War                                    | 7 november 2014   | Rivals                     | tip4       | —          | tip31      | —          | 7           | 29          | 13           | 42           | Alarmschijf / 3× Platina in Nederland            |
| Riddles                                | 1 mei 2015        | Rivals                     | tip5       | —          | —          | —          | 23          | 22          | 44           | 23           | Alarmschijf / Goud in Nederland                  |
| Done with It                           | 28 september 2015 | Rivals                     | tip18      | —          | tip        | —          | 19          | 15          | 57           | 15           |                                                  |
| Heading Up High (met Armin van Buuren) | 5 februari 2016   | Embrace (Armin van Buuren) | tip        | —          | —          | —          | 12          | 21          | 35           | 26           | Alarmschijf / 3FM Megahit / Platina in Nederland |
| Do I Ever                              | 2 september 2016  | Control                    | tip25      | —          | tip        | —          | 14          | 20          | 31           | 20           | Alarmschijf / 3FM Megahit                        |
| Sorry                                  | 28 oktober 2016   | Control                    | —          | —          | —          | —          | 15          | 17          | 26           | 20           | Alarmschijf                                      |
| Bridges                                | 2016              | Control                    | —          | —          | —          | —          | 30          | 9           | —            | —            |                                                  |
| Fiji                                   | 2016              | Control                    | —          | —          | —          | —          | 31          | 5           | 97           | 1            | Alarmschijf                                      |
| Slicer                                 | 2016              | Control                    | —          | —          | —          | —          | tip4        | —           | —            | —            |                                                  |
| Bats                                   | 24 mei 2019       | Time                       | tip        | —          | —          | —          | 33          | 4           | —            | —            | NPO Radio 2 TopSong / 3FM Megahit                |
| What Lies Ahead                        | 30 augustus 2019  | Time                       | —          | —          | —          | —          | 23          | 9           | 76           | 7            | 3FM Megahit                                      |
| Uncharted                              | 8 november 2019   | Time                       | —          | —          | —          | —          | 10          | 20          | 32           | 34           | Alarmschijf                                      |
| Island                                 | 2019              | Time                       | —          | —          | —          | —          | tip10       | —           | —            | —            |                                                  |
| Island (Unplugged/Live)                | 2021              | Unplugged - Live           | —          | —          | —          | —          | tip2        | —           | —            | —            |                                                  |
| A Moment                               | 16 januari 2025   | —                          | —          | —          | —          | —          | 19          | 8           | 53           | 3            | Alarmschijf / NPO Radio 2 TopSong / 3FM Megahit  |
| I Could Be Wrong                       | 28 februari 2025  | —                          | —          | —          | —          | —          | tip25       | —           | —            | —            |                                                  |
| Little by Little                       | 9 mei 2025        | —                          | —          | —          | —          | —          | tip1        | —           | —            | —            | 3FM Megahit                                      |

## NPO Radio 2 Top 2000
| Nummers met noteringen in de NPO Radio 2 Top 2000 | '13  | '14  | '15  | '16 | '17  | '18  | '19  | '20  | '21  | '22  | '23  | '24  |
| ------------------------------------------------- | ---- | ---- | ---- | --- | ---- | ---- | ---- | ---- | ---- | ---- | ---- | ---- |
| All for Nothing                                   | ×    | 1428 | 231  | 442 | 807  | 982  | 886  | 1217 | 1182 | 1360 | 1738 | 1909 |
| Bridges                                           | ×    | ×    | ×    | ×   | -    | 769  | 829  | 1029 | 1218 | 1328 | 1736 | -    |
| Do I Ever                                         | ×    | ×    | ×    | 969 | 455  | 432  | 504  | 730  | 659  | 782  | 1073 | 1383 |
| Done with It                                      | ×    | ×    | 1730 | 864 | 1636 | 1508 | 1791 | -    | -    | -    | -    | -    |
| Heading Up High (met Armin van Buuren)            | ×    | ×    | -    | 467 | 749  | 381  | 413  | 513  | 461  | 701  | 844  | 942  |
| Home Again                                        | 1860 | 180  | 282  | 414 | 827  | 771  | 750  | 1425 | 1426 | 1520 | 1960 | -    |
| Riddles                                           | ×    | ×    | 838  | 227 | 414  | 588  | 652  | 788  | 691  | 777  | 1010 | 1405 |
| Sorry                                             | ×    | ×    | ×    | 365 | 60   | 75   | 63   | 76   | 64   | 82   | 90   | 99   |
| Streets                                           | ×    | 581  | 151  | 152 | 294  | 334  | 287  | 373  | 401  | 447  | 586  | 662  |
| Uncharted                                         | ×    | ×    | ×    | ×   | ×    | ×    | 1722 | 87   | 94   | 131  | 169  | 192  |
| War                                               | ×    | -    | 73   | 120 | 230  | 367  | 435  | 543  | 527  | 626  | 849  | 1056 |
| What Lies Ahead                                   | ×    | ×    | ×    | ×   | ×    | ×    | -    | 1347 | 1580 | 1768 | -    | -    |

1. ↑  Een '-' betekent dat het nummer niet was genoteerd, een '×' betekent dat het nummer nog niet was uitgebracht en een vetgedrukt getal geeft de hoogste notering van een nummer aan.
2. ↑  2013 was het eerste jaar met een notering voor Kensington.